# Magyargéc
Magyargéc là một thị trấn thuộc hạt Nógrád, Hungary. Thị trấn này có diện tích 12,35 km², dân số năm 2010 là 847 người, mật độ 69 người/km².